# ویرووو
ویرووو (به صربی: Virovo) یک منطقهٔ مسکونی در صربستان است که در آرییه واقع شده‌است. ویرووو ۱۰٫۱۶ کیلومتر مربع مساحت و ۵۵۰ نفر جمعیت دارد و ۴۱۸ متر بالاتر از سطح دریا واقع شده‌است.